# Limhamns kalkbrott

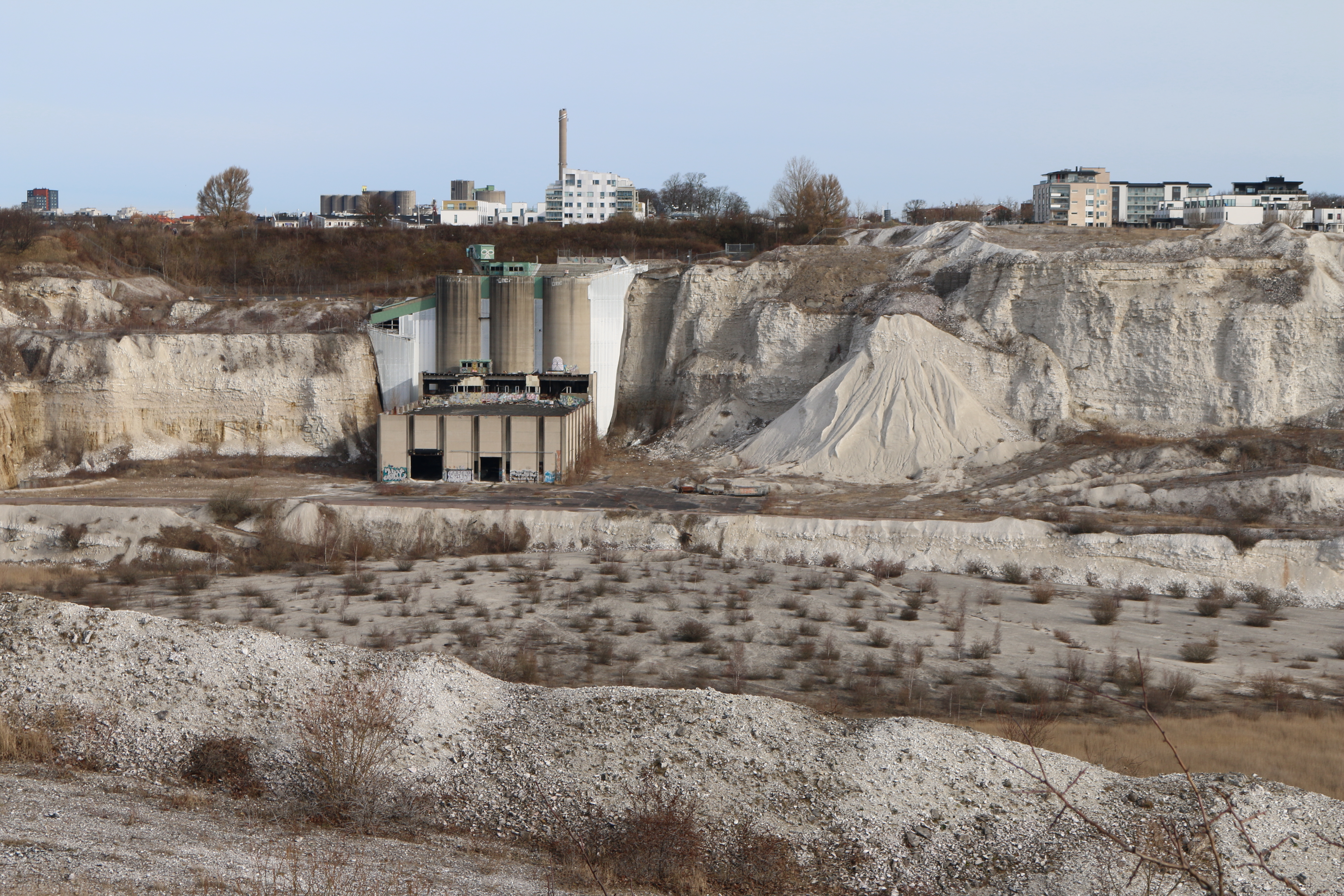
Limhamns kalkbrott

Limhamns kalkbrott är ett av norra Europas största dagbrott. Det är 1 300 meter långt och 800 meter brett med ett djup på 65 meter. Kalkbrottet ligger mellan Yttre och Inre ringvägen, i stadsdelen Limhamn-Bunkeflo, Malmö.
Kalkstenen i brottet är av två sorter. Överst ett 15 meter tjockt lager köpenhamnskalksten och därunder limhamskalksten. Lagren i botten bildades i ett tropiskt hav under Paleocen för 65–55 miljoner år sedan, med start under Dan. I stenen finns fossil av korall, sjöborrar, krokodiler och hajtänder.

## Historik
Dagbrottet invigdes 1866, men kalkbrytning förekom i Limhamn redan på 1600-talet. När Skåne övergick till Sverige 1658 ägdes kalkbrottet av Bartolomeus Mikkelsen som bodde i en stor gård på platsen. Längre fram i historien drevs brottet av en rad olika bolag, bland annat Annetorps Kalkbruk, Skånska Cement och Scancem. Brytningen av kalksten skedde till en början för hand, men en bit in på 1900-talet började man använda dynamit och maskiner. En smalspårig järnväg med hästdragna vagnar byggdes 1874 för att transportera kalkstenen till hamnen.  Skånska Cement fick 1883 tillstånd att använda ånglok istället för hästar. Cementfabriken i Limhamns hamn var färdigbyggd 1889. På grund av damm och grannarnas klagande byggde man en cirka två kilometer lång tunnel i vilken kalkslam fraktades på band från kalkbrottet till cementfabriken. Tunneln invigdes av Tage Erlander 1968 men det skulle dröja endast tio år innan cementtillverkningen upphörde liksom behovet av tunneln. Den sista sprängningen gjordes i slutet av 1980-talet. Brytningen av kalk upphörde inte förrän 1994.
Nu ägs brottet av Malmö kommun efter att HeidelbergCement AG genom ett avtal överlåtit kalkbrottet. Tidigare hade HeidelbergCement styckat av och sålt delar av området närmast kalkbrottet till HSB och NCC. Kalkbrottet blev ett kommunalt naturreservat vid årsskiftet 2010-2011. Uppe på kanten runt kalkbrottet går en fyra kilometer lång promenadstig.

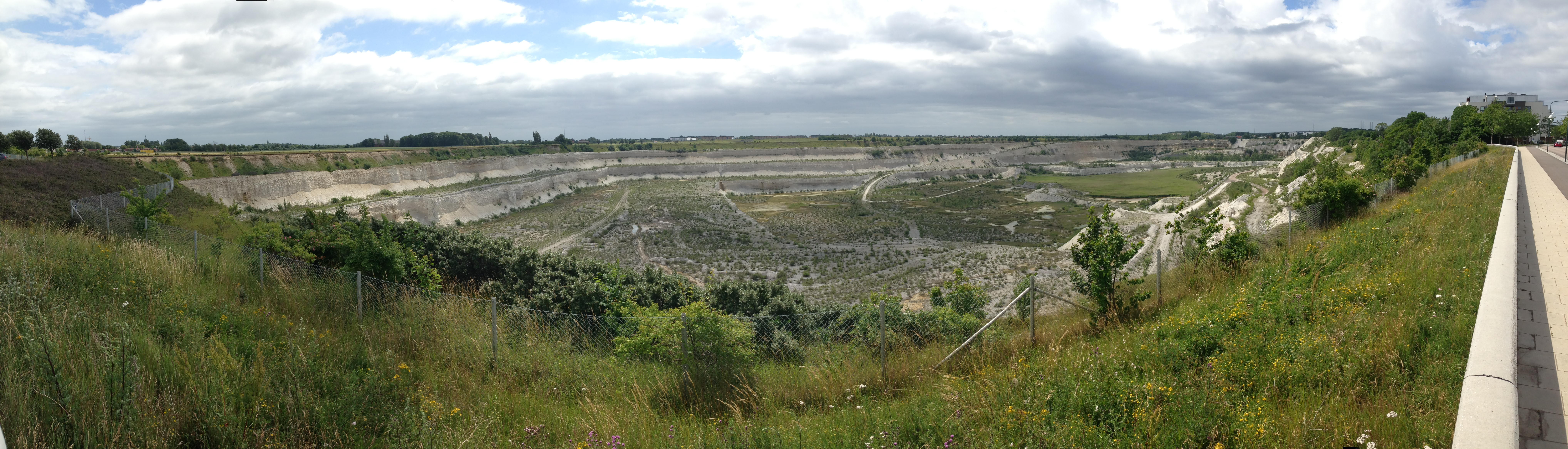
Limhamns kalkbrott sett från utsiktsplatsen i nordöstra hörnet, 2013

## Kuriosa
- Den enorma Kristus-statyn i Rio de Janeiro påstås vara gjord av cement från Limhamns kalkbrott och kallas därför för "Limhamns-Jesus"[6], men det var dock bara fundamentet som Skånska Cement levererade betong till.[7]
- Kalkbrottets järnvägsspår som anslöt till MLJ kallades "brottets bana" i folkmun.[8]

## Naturreservat - flora och fauna
Limhamns kalkbrott är sedan 2010 avsatt som naturreservat. Det är 91 hektar stort. 
Limhamns kalkbrott är en av Sveriges tre viktigaste lokaler för den akut hotade grönfläckiga paddan.
Kalkbrottet är hemvist för ett flertal andra hotade arter, bland vilka märks kalkkrassing och större vattensalamander. Ett flertal fågelarter förekommer i området, bland annat berguv, skogsduva, pilgrimsfalk, brun kärrhök, korp, gravand, skäggmes, mindre strandpipare, gråhäger, svart rödstjärt och backsvala. Även många olika arter av fladdermöss har påträffats här.
2008 hittades två nya insektsarter för Norden i Kalkbrottet: skalbaggen resedajordloppa (Phyllotreta procera) och rovstekeln Tachysphex unicolor. Där har även hittats en sällsynt skalbagge som aldrig förut påträffats i Skåne, kortvingen Stenus fossulatus.
2017 gjordes det första fyndet av gulört för Norden i kalkbrottet.
I kalklagren finns det gott om hajtänder, även fossiler av två stycken krokodiler har hittats i kalkbrottet.